# حاسی عمر
حاسی عمر (به عربی: حاسی عمر) یک منطقهٔ مسکونی در تونس است که در استان مدنین واقع شده‌است.